# Bohumilická alej
Bohumilická alej je stromořadí nacházející se na východ od jihočeské obce Bohumilice (okres Prachatice) ve směru na Bošice. Je vedeno podél staré vozové cesty a podléhá památkové ochraně (k jejímu vyhlášení došlo v roce 1990). Alej se skládá z celkem 76 stromů. Větší část (74 exemplářů) je tvořeno lipami srdčitými (Tilia cordata) a zbylé dva stromy jsou lípy velkolisté (Tilia platyphyllos). Věk lip je odhadován na 150 let a nejmohutnější ze stromů dosahují obvodu až 4 metry. Ve stromech žijí dutinoví ptáci, například sovy, šplhavci (žluny či strakapoudi) a druhy sýkor. Vyskytují se zde ale také brouci (kupříkladu tesaříci, roháči či krasci), kteří využívají odumřelé nebo ještě odumírající dřevo.